# Las Naves (Ecuador)
Las Naves es una ciudad de Ecuador, cabecera del cantón Las Naves en la provincia de Bolívar. Está ubicada en el centro del Ecuador, su población es de 1 485 habitantes.
La ciudad está dividida en dos parroquias urbanas: Las Mercedes y Las Naves, las cuales se subdividen en barrios.

## Toponimia
El nombre de Las Naves es por cuanto, años atrás, los pobladores de este sector solían tener pequeñas embarcaciones para navegar por las aguas del río Suquibí, al cual aguas abajo se conecta con el Babahoyo para formar el caudaloso Guayas, siendo en aquellos tiempos el único medio de transporte para la comercialización de sus productos y la subsistencia misma de la población.
Una segunda versión atribuye a que la población está rodeada por tres ríos hoy denominados Naves Grande, Naves Chico y Suquibí.

## Historia

### Orígenes
Las Naves tiene su historia milenaria, prueba de ello son los restos arqueológicos como: vasijas, utensilios, encontrados en excavaciones realizadas en diversos sectores de la zona nor-occidental de la provincia de Bolívar, demostrando que estuvo habitada por culturas como los Chimbos quienes se dedicaban a la caza, pesca y agricultura, y que por algún motivo se extinguieron o se alejaron con el paso del tiempo. En la época de la Colonia por el año 1700 la hacienda Matiaví Bajo, propiedades de los Generales Villavicencio y Flores fue donada a la Iglesia de Guaranda la misma que dependía de la Arquidiócesis de Chimborazo.

### Época contemporánea
En la época contemporánea, al paso de los años 1930 – 1933 este sector subtropical de clima cálido – húmedo y espesa vegetación empezaba a ser poblado por personas que venían especialmente de la provincia de Los Ríos como la parroquia Zapotal y sus alrededores, es así que las familias: Caicedo, Corrales, Gil, Mendoza, Vera y Limones. Fueron las primeras en ubicarse y dedicándose a la agricultura como principal actividad.

## Geografía
Por estar ubicado en la zona subtropical posee un clima cálido, con una temperatura promedio de 24 a 26 °C.
Posee las dos estaciones características del Ecuador invierno (diciembre a mayo) y verano (de junio a noviembre) Precipitación promedio de 1800 mm cúbicos al año.

### Relieve
La topografía de Las Naves es relativamente plana, pertenece a la llanura costera, presentando pequeñas elevaciones no significativas, asentada en un bosque tropical beneficioso hábitat para muchas especies;

### Hidrografía
El rio Nave chico, el rio Suquibí.

## Organización político-administrativa
La ciudad y el cantón Las Naves, al igual que las demás localidades ecuatorianas, se rige por un gobierno municipal según lo estipulado en la Constitución Política Nacional. La Alcaldía de Las Naves es una entidad de gobierno seccional que administra el cantón de forma autónoma al gobierno central. El gobierno municipal está organizado por la separación de poderes de carácter ejecutivo representado por el alcalde, y otro de carácter legislativo conformado por los miembros del concejo cantonal. El Alcalde es la máxima autoridad administrativa y política del cantón Las Naves. Es la cabeza del cabildo y representante del municipio.

### Parroquias urbanas
- Las Mercedes
- Las Naves

## Economía
Es una zona productora de café, cacao, naranja, maracuyá, arroz, maíz y otros productos no tradicionales como la papaya, Ají Tabasco, sábila, etc; constituyéndose algunos de ellos de exportación.

## Turismo
Existen varios atractivos turísticos, entre los que se destacan: 
- Cascada Río Naves Chico
- Plaza Las Naves
- Cascadas Las Dos Lunas
- Río Suquibí
- Cascada de Jerusalén.

## Fiestas mayores
El carnaval constituye la "Fiesta Mayor" de la ciudad y la provincia. Las Naves es conocida por esta expresión cultural de tradición popular. El carnaval que es celebrado en el mes de febrero convierte a esta ciudad en una de las ciudades más visitadas por los turistas nacionales como extranjeros. Existen varias comparsas previas, bailes tradicionales y aire festivo previo al juego con agua, serpentinas, cariocas, huevos, sumado a comidas típicas y el fuerte licor llamado Pájaro azul.